# Павелс Штейнборс
Павелс Штейнборс (латис. Pāvels Šteinbors, при народженні - Павелс Чернуха, латис. Pāvels Černuha, нар. 21 вересня 1985, Рига) — латвійський футболіст, воротар клубу РФШ.
Виступав, зокрема, за клуби «Сконто» та «Металургс» (Лієпая), а також національну збірну Латвії.
Чотириразовий чемпіон Латвії. Володар Кубка Польщі. Володар Суперкубка Польщі.

## Клубна кар'єра
У дорослому футболі дебютував 2001 року за команду клубу «Сконто». За цей час двічі виборював титул чемпіона Латвії.
У 2004 році приєднався до складу «Юрмала-VV». Відіграв за юрмальський клуб наступні три сезони своєї ігрової кар'єри.
У 2007 році уклав контракт з клубом «Блекпул», у складі якого провів наступний рік своєї кар'єри гравця. 
З 2008 року чотири сезони захищав кольори команди клубу «Металургс» (Лієпая). 
Згодом з 2012 по 2016 рік грав у складі команд клубів «Голден Ерроуз», «Гурник» (Забже) та «Неа Саламіна».
До складу клубу «Арка» приєднався 2016 року. Станом на 1 травня 2018 року відіграв за команду з міста Гдиня 42 матчі в національному чемпіонаті.

## Виступи за збірну
У 2015 році дебютував в офіційних матчах у складі національної збірної Латвії.
| Дата       | Місто   | Господарі         | Результат | Гості  | Турнір           | Голи | Примітки |
| ---------- | ------- | ----------------- | --------- | ------ | ---------------- | ---- | -------- |
| 13-11-2015 | Белфаст | Північна Ірландія | 1 – 0     | Латвія | товариський матч | -    | 74'      |
| Усього     |         | Матчів            | 1         |        | Голів            | 0    |          |

## Титули і досягнення
- Чемпіон Латвії (6):

«Сконто»: 2001, 2002, 2003
«Металургс» (Лієпая): 2009
РФШ: 2023, 2024
- Володар Кубка Польщі (1):

«Арка»: 2016-2017
- Володар Суперкубка Польщі (2):

«Арка»: 2017, 2018
- Володар Кубка Латвії (1):

РФШ: 2024
- Володар Суперкубка Латвії (1):

РФШ: 2025